# Brécy-Brières
Brécy-Brières é uma comuna francesa na região administrativa de Grande Leste, no departamento Ardenas. Estende-se por uma área de 9,13 km². Em 2010 a comuna tinha 81 habitantes (densidade: 8,9 hab./km²).